# サステイン
サステイン（英: sustain）は、英語で「支える、持続させる」と言う意味の動詞である。音楽においては、楽器の音が発生してから、音が途切れるまでの余韻を指す。

## 表記
本来の英語の発音に近い日本語表記はサステインであるが、伝統的に日本の楽器業界用語としてサスティーンまたはサスティンという表記も同時に普及しており、楽器の専門誌、楽器店などで、特にメーカーやブランドごとに様々な表記をされている事が見られる。

## 楽器毎の解釈

### 鍵盤楽器
ピアノの鍵盤は発音後に鍵を離すとダンパーと呼ばれる消音装置により消音されるようになっている。しかし、ダンパーペダル（通常、複数のペダルのうち最も右にある）を踏むと全ての弦のダンパーを弦から離した状態で支えることができ、鍵を離した後も弦の余韻を残すことができる。
電子鍵盤楽器において、ピアノのダンパーペダル機能を模したペダルは各社によってフットペダル、ダンパーペダル、サスティンペダルと名称は一定していない。一部の電子オルガンなどでは足踏みペダルではなく膝で横向きに押すレバー（ニーレバー）に同様の機能を設定できるようになっている。

### シンセサイザー
シンセサイザーはオシレーターで発させた持続的な音波を、エンベロープジェネレーターで減衰させることにより、特にシンセサイザーの鍵盤打鍵後のADSRにおける『D』の減衰（ディケイ=Decay）から、指を離す離鍵後から音が消えていく余韻（リリース=Release）にいたる持続部分を指す。

### エレクトリック・ギター
エレクトリック・ギターの音をならして、音が途切れるまでの余韻音を呼ぶ。また、ギターの音を長時間の持続音を得るために開発された機器としてサステイナーがある。この呼称は元々は音色を加工するエフェクターのうちコンプレッサーの一種を指すものであった。その後、サスティニアック（Sustainiac）やフェルナンデスのサスティナー（Sustainer）など、電磁気的フィードバックによって弦の振動を持続させるシステムが開発された。